# Федоренко Анатолій Михайлович
Анатолій Михайлович Федоренко (17 жовтня 1950, селище Бурубайтал, тепер Мойинкумського району Жамбильської області, Казахстан) — радянський діяч, бригадир цеху поточного ремонту вагонного депо станції Чу Алма-Атинської залізниці Джамбульської області Казахської РСР. Член ЦК КПРС у 1990—1991 роках.

## Життєпис
У 1968—1969 роках — слюсар вагонного депо станції Чу Алма-Атинської залізниці Джамбульської області Казахської РСР.
З 1969 по 1971 рік служив у Радянській армії.
У 1971—1982 роках — оглядач вагонів станції Чу Алма-Атинської залізниці.
У 1982 році закінчив Алма-Атинський технікум залізничного транспорту Казахської РСР.
У 1982—1988 роках — старший оглядач вагонів станції Чу Алма-Атинської залізниці.
Член КПРС з 1983 року.
З 1988 року — бригадир цеху поточного ремонту вагонного депо станції Чу Алма-Атинської залізниці Джамбульської області Казахської РСР.
Подальша доля невідома.